# 邑智町
邑智町（おおちちょう）は、かつて島根県の中央部に存在した町。邑智郡に属した。2004年、大和村と合併し美郷町となった。

## 河川・山岳

### 河川
- 江の川

## 歴史
- 1955年（昭和30年）2月1日 - 吾郷村・粕淵町・浜原村・沢谷村・君谷村が合併して邑智町が発足。
- 2004年（平成16年）10月1日 - 大和村と合併して美郷町が発足、同日邑智町も廃止された。

## 教育

### 保育園
- 邑智町立君谷保育所
- 粕渕保育所
- 乙原保育所
- 沢谷保育所
- 浜原保育所

### 小学校
- 邑智町立邑智小学校

### 中学校
- 邑智町立邑智中学校

### 高等学校
- 島根県立邑智高等学校（閉校）→ 島根県立島根中央高等学校（川本町）

現在、邑智町立のものは美郷町立となっている。

## 交通

### 鉄道
- 三江線:竹駅、乙原駅、石見簗瀬駅、明塚駅、粕淵駅、浜原駅、沢谷駅

### 高速道路
町内を走る高速道路はない。

### 国道
- 国道184号
- 国道375号

### 県道
- 主要地方道
  - 島根県道40号川本波多線

- 一般県道
  - 島根県道166号邑智赤来線（現・島根県道166号美郷飯南線）
  - 島根県道186号邑智大森線（現・島根県道186号美郷大森線）
  - 島根県道291号別府川本線